# زوسیموس
زوسیموس (به یونانی: Ζώσιμος) تاریخ‌نگار اهل بیزانس بود که در دورهٔ آناستاسیوس یکم، در کنستانتینوپل زندگی می‌کرد. او کتابی شش جلدی به‌نام تاریخ جدید دارد که تاریخ امپراتوری روم از آگوستوس در سال ۲۷ پیش از میلاد، تا پایان سال ۴۱۰ میلادی، درست پیش از هجوم آلاریک یکم پادشاه ویزیگوت‌ها به روم را در بر می‌گیرد. هدف زوسیموس از نگارش تاریخ جدید، بررسی رویدادها و دلایل سقوط امپراتوری روم است.
کتابخانهٔ فوتیوس مهم‌ترین منبع برای شناخت زوسیموس و اثر اوست؛ هرچند که تاریخ تولد و مرگ زوسیموس نامشخص است و اطلاعات زیادی از چگونگی زندگی وی برجای نمانده است. با توجه به محتوای کتاب زوسیموس می‌توان نتیجه گرفت که او کتابش را در حدود سال‌های ۴۹۸ تا ۵۱۸ نوشته‌است. او متعلق به خانواده‌ای با موقعیت مالی و اجتماعی بالا بوده و احتمالاً اهل اَشکِلون و غزه بود.
تاریخ جدید شامل ۶ کتاب است که کتاب نخست خلاصه‌ای از سه سدهٔ نخستین امپراتوری روم است که از آگوستوس آغاز می‌شود و تا پایان دورهٔ دیوکلسین را در بر می‌گیرد. در کتاب‌های ۲–۴ گزارش‌های دقیق‌تری از سدهٔ چهارم به‌دست می‌دهد و از دورهٔ آغاز امپراتوری کنستانتیوس کلوروس و گالریوس تا مرگ تئودئوس یکم را شامل می‌شود. در کتاب‌های ۵–۶ رویدادهای سال‌های ۳۹۵–۴۱۰ یعنی زمانی که پریسکوس آتالوس از سلطنت خلع شد را روایت می‌کند که مهم‌ترین منبع تاریخی برای این دوره محسوب می‌شود. در این دوره، او تنها منبع زنده و مهم غیرکلیسایی است. ادامهٔ رویدادها در کتاب وی به ناگاه در تابستان ۴۱۰ در آغاز کتاب ششم و درست پیش از سقوط روم به پایان می‌رسد.
سبک و شیوهٔ نگارش زوسیموس، مختصر، روشن و گویاست و در مورد آنچه روایت کرده، تنها منبع غیرمسیحی است. زوسیموس شاید به تقلید از پولی‌بیوس، دربارهٔ رویدادهای مرتبط با تاریخ ایرانی‌ها، یونانیان و مقدونیان نیز مطالبی را آورده‌است. این کاملاً روشن است که فوتیوس و اواگریوس اسکولاستیکوس چیز بیشتری از آنچه امروزه از آثار زوسیموس باقی مانده‌است، در اختیار نداشتند.
اثر او یکی از آثار عمده دربارهٔ تاریخ رومیان در سدهٔ چهارم است؛ هرچند که توضیحات شخصی او دربارهٔ دوران متقدم نیز دارای اهمیت است. اثر وی دارای انتقادهای معقول است و نگاه تیز نویسنده را نشان می‌دهد. زوسیموس مسیحی نبود و خدایان رومی را می‌پرستید و به تأثیر ستاره‌ها بر زندگی انسان‌ها و طالع‌بینی آن‌ها معتقد بود؛ به همین دلیل، این گرایشش بر روی شیوهٔ تاریخ‌نگاری او نیز تأثیر داشت. برای نمونه، دست کشیدن رومیان از پرستش خدایان باستانی روم را دلیل اصلی سقوط و زوال تدریجی امپراتوری روم می‌داند.

## زندگی
زوسیموس تاریخ‌نگار اهل بیزانس بود که در سدهٔ پنجم و ششم میلادی می‌زیست و در خزانه‌داری مرکزی شهر کنستانتینوپل، وکیل خزانه‌داری بود. وی کتابی به‌نام تاریخ جدید را در ۶ فصل یا کتاب به زبان یونانی نوشت که تاریخ امپراتوری روم از آگوستوس در سال ۲۷ پیش از میلاد، تا پایان سال ۴۱۰ میلادی، درست پیش از هجوم آلاریک یکم پادشاه ویزیگوت‌ها به روم را شامل می‌شود.
عمدهٔ اطلاعات ما از زوسیموس و کتابش برگرفته از کتاب کتابخانهٔ فوتیوس است که در سدهٔ ۹ نوشته شده‌است، هرچند که تاریخ تولد و مرگ زوسیموس نامشخص است و اطلاعات زیادی از چگونگی زندگی وی برجای نمانده، اما می‌توان فهمید که وی معاصر امپراتور آناستاسیوس یکم بوده‌است. دو دلیل مهم برای این استنباط وجود دارد؛ نخست اینکه واقعه‌نگار پس از وی، اوستاثیوس اپیفانی که از کارهای زوسیموس به‌عنوان منبع استفاده کرده‌است، تاریخ خود را از سال ۵۰۳ شروع کرد و از آن‌جایی که اوستاثیوس دربارهٔ دورهٔ امپراتوری آناستاسیوس نوشته‌است و تاریخ‌نگاران بیزانسی معمولاً دربارهٔ امپراتور همزمان خود کمتر نوشته‌اند، می‌توانیم فرض کنیم که اوستاثیوس در دورهٔ جانشین آناستاسیوس یعنی ژوستین یکم می‌زیسته‌است. در نتیجه چنین استنباط می‌شود که زوسیموس می‌بایست در دورهٔ امپراتوری آناستاسیوس زنده بوده باشد. دوم اینکه آناستاسیوس یک شیوهٔ مالیات‌گیری به‌نام خروسارگورُن (به یونانی: Χρυσάργυρον) که در سال ۴۹۸ در زمان کنستانتین وضع شده بود را در سال ۵۰۱ لغو کرد و از آن‌جایی که زوسیموس در کتابش از این شیوهٔ مالیات‌گیری با فعلِ زمان گذشته یاد می‌کند، می‌توان نتیجه گرفت که وی این سطور را پس از سال ۴۹۸ نوشته‌است و تا اندکی پس از سال ۵۰۱ نیز بر روی اثر خویش کار می‌کرد. همهٔ این‌ها ما را به این نتیجه رهنمون می‌کند که زوسیموس کتابش را در حدود سال‌های ۴۹۸ تا ۵۱۸ نوشته‌است.
زوسیموس می‌بایست متعلق به خانواده‌ای مهم بوده باشد و از آن‌جایی که به‌خوبی یونانی می‌دانست و در کتابش به هرودوت، توسیدید و پولیبیوس اشاره کرده‌است، نشان می‌دهد که خانواده‌اش برای آموزش عالی او توانایی پرداخت هزینه‌های گزاف را داشته‌اند. نام «زوسیموس» در جهان باستان چندان رایج نبود، اما چند نفر با نام «زوسیمی» را در اَشکِلون و غزه می‌شناسیم و همین امر باعث می‌شود که احتمال دهیم خانوادهٔ زوسیموس اهل این ناحیه بوده‌اند.

## تاریخ جدید
کتاب زوسیموس تاریخ جدید (به یونانی: Ἱστορία Νέα) نام دارد که منظور از «جدید» در آن را به گونه‌های مختلفی تفسیر کرده‌اند. زیلبورگ آن را تاریخ اخیر یا تاریخ معاصر می‌داند، در حالی که رایدلی آن را از این جهت «جدید» می‌داند که تفسیری جدید از تاریخ امپراتوری روم ارائه داده‌است.
هدف زوسیموس از نگارش تاریخ جدید، بررسی رویدادها و دلایل سقوط امپراتوری روم است و در مقایسه با پولیبیوس که برآمدن امپراتوری روم را روایت کرده بود، زوسیموس سقوط این امپراتوری را گزارش می‌کند. این امر را از جملهٔ آغازین کتاب وی می‌توان فهمید؛ او توضیح می‌دهد که چگونه پولی‌بیوس ظهور و قدرت‌گیری روم در مدتی کوتاه را روایت کرده‌است و او می‌کوشد که افول و سقوط این امپراتوری در مدت زمانی مشابه را شرح دهد.
زوسیموس کتابش را در حدود سال‌های ۴۹۸ تا ۵۱۸ نوشته‌است. کتاب نخست خلاصه‌ای از سه سدهٔ نخستین امپراتوری روم است که از آگوستوس آغاز می‌شود و تا پایان دورهٔ دیوکلسین را در بر می‌گیرد که امروزه قسمت مربوط به دیوکلسین گم شده‌است. در کتاب‌های ۲–۴ گزارش‌های دقیق‌تری از سدهٔ چهارم به‌دست می‌دهد و از دورهٔ آغاز امپراتوری کنستانتیوس کلوروس و گالریوس تا مرگ تئودئوس یکم را شامل می‌شود. در کتاب‌های ۵–۶ که برای تاریخ‌نگاران مفیدترند، رویدادهای سال‌های ۳۹۵–۴۱۰ یعنی زمانی که پریسکوس آتالوس از سلطنت خلع شد را روایت می‌کند که مهم‌ترین منبع تاریخی برای این دوره محسوب می‌شود. در این دوره، او تنها منبع زنده و مهم غیرکلیسایی است.
ادامهٔ رویدادها در کتاب وی به ناگاه در تابستان ۴۱۰ در آغاز کتاب ششم و درست پیش از سقوط روم به پایان می‌رسد؛ برای کتابی که ادعای ارائهٔ تاریخی معاصر را دارد، همانگونه که از عنوان کتابش پیداست، ناتمامی آن عجیب است و آشکار است که نویسنده قصد داشت ادامهٔ تاریخ روم را نیز بنویسد اما چند رویداد مانع از انجام این کار شد؛ شاید یک یا دو کتاب از اثر او گم شده باشد، یا به‌احتمال بیش‌تر، عمر زوسیموس برای پایان آن کفاف نداده‌است. زیرا اثر موجود، همهٔ دوره‌هایی که خود زوسیموس می‌گوید قصد داشته دربارهٔ آن‌ها صحبت کند را پوشش نمی‌دهد.
سبک و شیوهٔ نگارش زوسیموس، مختصر، روشن و گویاست و در مورد آنچه روایت کرده، تنها منبع غیرمسیحی است. زوسیموس شاید به تقلید از پولی‌بیوس، دربارهٔ رویدادهای مرتبط با تاریخ ایرانی‌ها، یونانیان و مقدونیان نیز مطالبی را آورده‌است. این کاملاً روشن است که فوتیوس و اواگریوس اسکولاستیکوس چیز بیش‌تری از آنچه امروزه از آثار زوسیموس باقی مانده‌است در اختیار نداشتند.
اثر او یکی از آثار عمده دربارهٔ تاریخ رومیان در سدهٔ چهارم است، هرچند که توضیحات شخصی او دربارهٔ دوران متقدم نیز دارای اهمیت است. اثر وی دارای انتقادهای معقول است و نگاه تیز نویسنده را نشان می‌دهد. زوسیموس مسیحی نبود و خدایان رومی را می‌پرستید و به تأثیر ستاره‌ها بر زندگی انسان‌ها و طالع‌بینی آن‌ها معتقد بود، به همین دلیل، این گرایشش بر روی شیوهٔ تاریخ‌نگاری او نیز تأثیر داشت. برای نمونه، دست‌کشیدن رومیان از پرستش خدایان باستانی روم را دلیل اصلی سقوط و زوال تدریجی امپراتوری روم می‌داند.

### نسخه‌ها
کتاب زوسیموس با ترجمهٔ لاتین، برای نخستین بار توسط یوهانس لونکلاویوس و با همراهی جمعی از مورخان منتشر شد. کتاب‌های اول و دوم او به‌زبان یونانی، براساس نسخهٔ لونکلاویوس در سال ۱۵۸۱ توسط استفانوس منتشر شد. اولین نسخهٔ کامل از اثر زوسیموس به‌زبان یونانی، توسط فریدریش زیلبورگ انتشار یافت. بعدها نسخهٔ ویراستهٔ سلاریوس با حاشیه‌نویسی خود او و دیگران در شهر تسایتس منتشر گردید. ویرایش بعدی از اثر زوسیموس توسط یوهان فریدریش رایته‌مایر ارائه شد که هرچند از نسخه‌های خطی تازه بهره نگرفته‌بود ولی از اظهارات انتقادی کریستیان هینه و دیگر پژوهشگران به‌خوبی استفاده‌کرد. ایمانوئل بکر نسخه‌ای قابل اعتماد از اثر زوسیموس را در سال ۱۸۳۷ در شهر بُن انتشار داد، این نسخه مبنای ترجمهٔ آلمانی زیبولد و هیلر و همچنین ترجمه‌های فرانسوی و انگلیسی بود.
تنها نسخهٔ دست‌نویس خوب از اثر زوسیموس که در کتابخانهٔ واتیکان وجود داشت (MS Vat. Gr. 156) تا اواسط سدهٔ نوزدهم از دسترس پژوهشگران خارج بود تا اینکه لودویگ مندلسون اولین نسخهٔ قابل اتکا از این نسخهٔ دست‌نویس را ویرایش کرد. ویرایش استاندارد نوینی توسط فرانسوا پسشو تحت نام زوسیموس: تاریخ جدید در سال ۱۹۷۱ در پاریس انجام شد که ترجمه‌ای فرانسوی از اثر زوسیموس و حاوی شرح و تفسیر بود. ویراستهٔ جدید این اثر در زبان انگلیسی، با حاشیه‌نویسی رونالد رایدلی به‌نام زوسیموس: تاریخ جدید در سال ۱۹۸۲ توسط انجمن استرالیایی مطالعات بیزانس به‌چاپ رسید.

### محتوا

#### کتاب یکم
کتاب یکم زوسیموس با سخنانی دربارهٔ دلایل پنهان در پسِ فرآیندهای تاریخی آغاز می‌شود، دلایلی که می‌بایست باعث قدرت روم باشد ولی سقوط روم را در پی داشت. پس از آن، زوسیموس تاریخی بسیار مختصر از اسکندر مقدونی تا تراژان را ارائه می‌دهد و کتاب را با گزارشی از جمهوری روم و آگوستوس پی می‌گیرد. وی به حملهٔ داریوش یکم و خشایارشا به یونان اشاره می‌کند و آغاز سربلندی نام یونانیان را پس از پیروزی در نبرد ماراتُن می‌داند.
امپراتوران دو سدهٔ نخستین با جزئیاتی بیش‌تر ذکر شده‌اند و زوسیموس به اعضای نگهبانان ویژهٔ امپراتور نیز توجه کافی نشان داده‌است. برای دورهٔ امپراتوری والرین، گالینوس، کلودیوس دوم و اورلیان، زوسیموس یکی از مهم‌ترین منابع است. این بدان معناست که وی برای تاریخ امپراتوری پالمیرا نیز منبعی مهم است.
کتاب یکم با دورهٔ امپراتوری پروبوس پایان می‌پذیرد. دورهٔ دیوکلسین و شریک امپراتوری‌اش ماکسیمیان گم شده‌است؛ در نتیجه، دورهٔ امپراتوری کاروس که در سال ۲۸۳ به شاهنشاهی ساسانی حمله‌کرد را شامل نمی‌شود.

#### کتاب دوم
نخستین بخش کتاب دوم گم شده‌است. بخش بازمانده با گریزی به بازی‌های ترنتینی آغاز می‌شود که زوسیموس می‌بایست این قسمت را پس از گزارش کناره‌گیری دیوکلسین و ماکسیمیان آورده‌باشد. پس از آن، به امپراتوری کنستانتین بزرگ و رواج مسیحیت می‌پردازد. زوسیموس می‌گوید: «هنگامی که کنستانتین و لیسینیوس در سومین دورهٔ کنسولی‌شان بودند، جشنواره باید مطابق با آداب و رسوم برگزار می‌شد، اما با سهل‌انگاری در امور، وضعیت ناخوشایند کنونی پیش آمد».
دورهٔ امپراتوری کنستانتین موضوع بندهای ۲٫۸–۲۸ است: پس از مرگ پدر کنستانتین، وی به‌واسطهٔ تعداد زیاد سربازانش امپراتور شد، رقیبانش ماکسیمیان و لیسینیوس را شکست داد و مسئول چندین اقدام مهم و نوآورانه است. با این حال، امپراتور مجبور شد پسرش کریسپوس و همسرش فاوستا را اعدام کند، پس از آن وی احساس گناه کرد و مسیحی شد. او قسطنطنیه را ساخت و امپراتوری روم را مجدداً سامان بخشید. زوسیموس چندان از این اقدامات خشنود نیست: «به زبان ساده، کنستانتین نخستین علتی بود که امورات امپراتوری افول کرد و به این وضع اسفناک امروزی تبدیل شد».
بخش‌های پایانی کتاب دوم دربارهٔ پسر کنستانتین، یعنی کنستانتیوس دوم است. وی درگیر جنگ علیهٔ ماگننتیوس شد که زوسیموس منبع اصلی برای این جنگ محسوب می‌شود. کتاب با گزارشی مفصل از لشکرکشی کنستانتیوس علیه ماگننتیوس و شکست نهایی در نبرد مورسا و شرحی از اقدامات سزار گالوس پایان می‌یابد.

#### کتاب سوم
زوسیموس همهٔ کتاب سومش را وقف ژولیان مرتد کرد. اینکه وی چگونه سزار شد، چگونه به گُل رفت و ژرمن‌ها را شکست داد، چگونه با کنستانتیوس سقوط کرد، چگونه ادعای امپراتوری کرد، و چگونه جنگ داخلی آغاز شد. پس از مرگ کنستانتیوس، ژولیان امپراتور شد؛ وی پس از اقامتی کوتاه در قسطنطنیه و دیدار از انطاکیه، به شاهنشاهی ساسانی حمله کرد. زوسیموس دربارهٔ این حمله جزئیات بسیار زیادی را ارائه می‌دهد، اما نه به‌اندازهٔ امیانوس مارسلینوس که گزارش او از این لشکرکشی بر دیگر گزارش‌های تاریخی ارجحیت دارد.
نتیجهٔ این لشکرکشی شکست امپراتوری روم و مرگ ژولیان بود که زوسیموس مسبب آن را جانشین ژولیان، یعنی ژوویان می‌داند. ژوویان قرارداد صلحی با ساسانیان منعقد کرد، ارتش را به روم بازگرداند و در میانهٔ راه به قسطنطنیه درگذشت.

#### کتاب چهارم
کتاب چهارم زوسیموس به دودمان والنتینیان اختصاص دارد: والنتینیان یکم، برادر و شریک امپراتوری‌اش، والِنس و پسر والنتینیان، گراتیان.
پس از نبرد آدریانوپل که والنس در میدان نبرد کشته شد، گراتیان، تئودوسیوس را به‌عنوان شریک امپراتوری‌اش در شرق برگزید. توصیف زوسیموس از این امپراتور مسیحی، بسیار خصمانه است. او تئودوسیوس را برای تقریباً هرآنچه می‌توانست اشتباه باشد و برای آنچه نویسنده عقیده داشت اشتباه است سرزنش کرده‌است: ارتش امپراتوری افسران زیادی دارد، واحدهای نظامی نامنظم‌اند، خواجه‌های حرم‌سرا قدرتمند شده‌اند، منصب‌های مهم اداری فروخته می‌شوند، پول، بدون حساب‌وکتاب در حال تلف شدن است و باعث می‌شود که امپراتور مجبور به افزایش مالیات شود.
پس از قتل گراتیان، برادر کوچک‌ترش والنتینیان دوم به تِسالونیکی گریخت و از تئودوسیوس برای جنگ علیه قاتل برادرش، ماگنوس ماکسیموس درخواست کمک کرد ولی تئودوسیوس درخواست وی را نادیده گرفت تا اینکه خواهر او، گالا را ملاقات کرد و مجذوب زیبایی او شد و سرانجام به کمک والنتینیان شتافت. پس از داستانی باورنکردنی دربارهٔ جنگ تئودوسیوس با راهزنان، کتاب چهارم با شرح جنگ تئودوسیوس علیه اوژانیوس غاصب به پایان می‌رسد.

#### کتاب پنجم
پس از مرگ تئودوسیوس، پسرانش آرکادیوس و هونوریوس در شرق و غرب امپراتور شدند، اما فرمانروایان واقعی نایب‌السلطنه‌های آن‌ها، روفینوس، اوتروپیوس و استیلیکو بودند. در این کتاب زوسیموس گزارش‌هایی از چند جنگ را شرح می‌دهد و به زندگی و تبعید جان کریسوستوم، رهبر مسیحی می‌پردازد. زوسیموس مرگ همسر امپراتور، اودوکسیا را نیز روایت می‌کند.
در این زمان، با شروع بخش ۲۶ و سال ۴۰۴، با وقفه‌ای در داستان زوسیموس مواجه هستیم، هم از نظر ترتیب تاریخی حوادث (چندین سال حذف شده‌اند) و هم از نظر جغرافیایی. این امر را می‌توان از دیگر جزئیات نیز نتیجه گرفت: رودخانهٔ دانوب که زوسیموس تاکنون آن را ایستر می‌نامید، به‌یکباره تبدیل به دانوبیوس شد، به‌همین ترتیب ایلیریا به دالماتیا تغییر یافت. کیفیت روایت نیز بهتر شده‌است: داستان شورش کنستانتین، سقوط استیلیکو، حملهٔ آلاریک به ایتالیا و نخستین محاصرهٔ رم، از قسمت‌های خواندنی این بخش از کتاب هستند. این کتاب با روایت پیشنهاد صلح سخاوتمندانهٔ آلاریک به رومی‌های محاصره‌شده پایان می‌یابد، پیشنهادی که توسط رومی‌ها رد می‌شود زیرا آن‌ها به امپراتور قسم خورده‌اند که مذاکره نکنند.

#### کتاب ششم
کتاب ششم با شورش کنستانتین سوم آغاز می‌شود که وی بریتانیا را ترک کرد، گُل را تسخیر نمود و فرزندش را به اسپانیا فرستاد که در این زمینه، زوسیموس منبع اصلی محسوب می‌شود. بربرها وارد گُل شدند، در همین زمان آلاریک به درون ایتالیا پیشروی کرد، اُستیا را تسخیر کرد، روم را در محاصره گرفت و شهروندان را مجبور کرد تا آتالوس را به‌عنوان امپراتور جدید بشناسند. در بخش پایانی، زوسیموس می‌گوید که کنستانتین پسرش را سزار کرد و آلاریک کوشید تا با هونوریوس مذاکره کند. سرانجام آتولف در کتاب ظاهر می‌شود و در همین نقطه، تاریخ جدید قطع می‌شود و پایان می‌یابد.